# (473034) 2015 HE73
(473034) 2015 HE73 es un asteroide perteneciente al cinturón de asteroides, descubierto el 30 de agosto de 2005 por el equipo del Spacewatch desde el Observatorio Nacional de Kitt Peak, Arizona, Estados Unidos.

## Designación y nombre
Designado provisionalmente como 2015 HE73.

## Características orbitales
2015 HE73 está situado a una distancia media del Sol de 3,188 ua, pudiendo alejarse hasta 3,702 ua y acercarse hasta 2,674 ua. Su excentricidad es 0,161 y la inclinación orbital 2,788 grados. Emplea 2079 días en completar una órbita alrededor del Sol.

## Características físicas
La magnitud absoluta de 2015 HE73 es 16,4.